# 349 Dembowska
349 Dembowska è un asteroide della fascia principale del diametro medio di circa 139,77 km. Scoperto nel 1892, presenta un'orbita caratterizzata da un semiasse maggiore pari a 2,9248431 UA e da un'eccentricità di 0,0879303, inclinata di 8,25659° rispetto all'eclittica.
Il nome dell'asteroide è dedicato all'astronomo italiano Ercole Dembowski.